# リヴラーガ
リヴラーガ（伊: Livraga）は、イタリア共和国ロンバルディア州ローディ県にある、人口約2,400人の基礎自治体（コムーネ）。

## 地理

### 位置・広がり

#### 隣接コムーネ
隣接するコムーネは以下の通り。括弧内のMIはミラノ県所属を示す。
- ブレンビオ
- ボルゲット・ロディジャーノ
- オーリオ・リッタ
- オスペダレット・ロディジャーノ
- サン・コロンバーノ・アル・ランブロ (MI)

### 気候分類・地震分類
気候分類では、zona E, 2579 GGに分類される。
また、イタリアの地震リスク階級 (it) では、zona 3 (sismicità bassa) に分類される。
|gradiGiorno = 

## 行政

### 分離集落
リヴラーガには、以下の分離集落（フラツィオーネ）がある。
- Ca' de' Mazzi, Fiandra, Pantigliate, San Lazzaro